# Новленське князівство

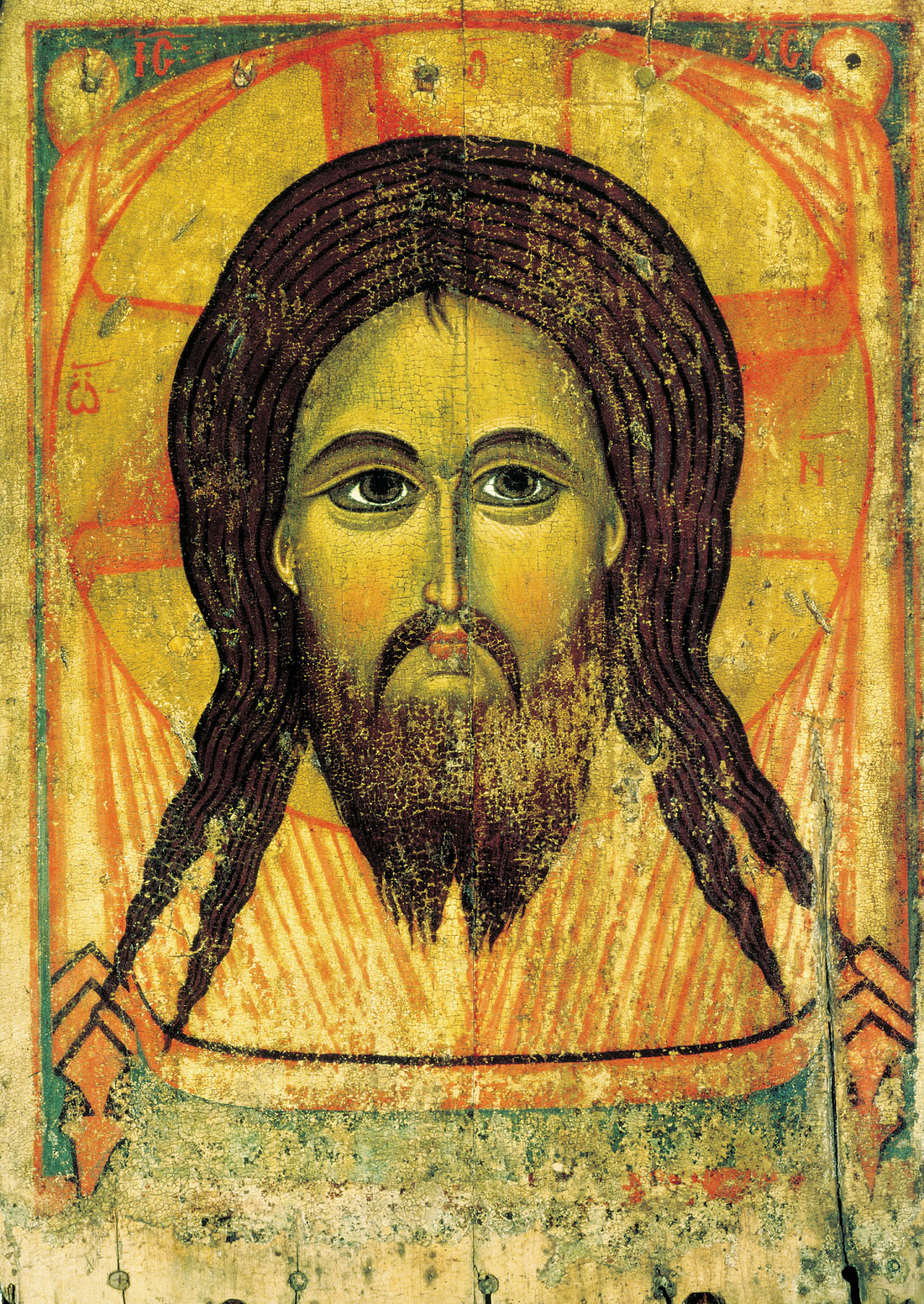
«Спас Нерукотворний» з села Новленське

Новленське князівство — дрібне князівське утворення, виділене на початку XV століття зі складу Ярославського князівства на спадок Семену — третьому синові ярославського князя Василя Васильовича. Центром було село Новленське (нині Нове) поблизу Пошехоння. 
У 1966 там знайдена ікона початку XIII століття, «Спас Нерукотворний», яка  вважається родовим образом місцевих князів. Другим та останнім князем Новленським був син Семена Данило, нащадки якого служили Москві та звалися князями Юхотськими. Дочка Семена, Анна, вийшла у 1408 за Ярослава Володимировича, князя боровського. 

## Джерело
- Князь Семен Новленський //Дементьєв В. В. Світло малої батьківщини. Отчина та Дедіна. — М.: Вече, 2008.  — 528 з. ISBN 978-5-9533-2651-3
- Петров П.М.: Історія родів російського дворянства